# Bryndle
Bryndle was een Amerikaanse folkrockband die voor het eerst werd geformeerd eind jaren 1960 in Los Angeles. De oorspronkelijke bezetting bestond uit singer-songwriters Andrew Gold, Karla Bonoff, Kenny Edwards (medeoprichter van The Stone Poneys) en Wendy Waldman, met verschillende instrumentalisten die door de jaren heen zijn opgenomen voor opnames of concerten.

## Bezetting

### Bezetting bij albumBryndle
- Bryndle (Karla Bonoff, Kenny Edwards, Andrew Gold, Wendy Waldman) (zang, instrumenten)
- Eddie Bayers (drums, percussie)
- Leland Sklar (basgitaar)
- Scott Babcock (percussie)
- Bob Carpenter (accordeon)
- James Ross (viool)

### Bezetting bij albumHouse of Silence
- Karla Bonoff (zang, piano, keyboards, akoestische gitaar)
- Kenny Edwards (zang, akoestische, elektrische, steel- en baritongitaar, mandoline, basgitaar, piano, keyboards)
- Wendy Waldman (zang, akoestische, elektrische en hoogsnarige gitaar, keyboards, mandoline, piano, orgel, hakkebord)
- Andrew Gold (zang, elektrische en hoogsnarige gitaar, keyboards, orgel, basgitaar, fiddle, programmering)
- Scott Babcock (drums, percussie)
- Martin Cartsonis (basgitaar)

## Geschiedenis
In 1970 nam Bryndle sessies op voor een album voor A&M Records, waarbij Peter Bernstein en Dennis Wood respectievelijk basgitaar en drum speelden. Nieuwkomer-producent Chuck Plotkin werkte met de band, maar hun potentiële debuutalbum is nooit uitgekomen. Slechts het nummer Woke Up This Morning van Bonoff, werd uitgebracht als een single en werd kort een regionale hit in Noord-Californië, maar slaagde er niet in een breder publiek te winnen. Met weinig te tonen voor hun aanzienlijke tijd en moeite ontbond de ontmoedigde band. 
Waldman, Bonoff, Gold en Edwards vestigden elk een solocarrière en deden tijdens de jaren 1970 en 1980 sessiewerk. Ze werkten in deze periode nauw samen met Linda Ronstadt. Edwards, die een van de oprichters van de Stone Poneys was geweest vóór de oprichting van Bryndle, nam ongeveer tien jaar lang op en toerde met Ronstadt vanaf het midden van de jaren 1970. Gold was jarenlang een belangrijk lid van de begeleidingsband van Ronstadt. Waldman werd een vriend van Ronstadt en toerde ook een tijdje met haar mee. Ze werkten samen aan het nummer I Want a Horse, voor de Sesame Street lp uit 1980 bij Harmony Records. Bonoff was een van de vele songwriters die Linda Ronstadt introduceerde via covers op haar albums, met name Someone to Lay Down Beside Me.
Begin jaren 1990, werd Bryndle opnieuw geformeerd met zijn oorspronkelijke kwartet van Bonoff, Gold, Edwards en Waldman. In 1995 werd hun nieuw opgenomen debuutalbum Bryndle uitgebracht en de band begon een tournee door de Verenigde Staten en Japan, met drummer Scott Babcock (die ook met hen op het nieuwe album opnam) en bassist Bill Bonk. In 1996 verliet kernlid Gold de band en verhuisde kort met zijn gezin naar de oostkust. Bryndle, nu in wezen een trio, ging door met toeren tot 1997, waarbij Matt Cartsonis Bonk (die vertrok om met Aimee Mann te werken) in de tourneeband verving.
Na de tournee namen de vier singer-songwriters een onderbreking van de weg en waren ze allemaal bezig met hun solo-carrière. Het werk aan een tweede Bryndle-album verliep langzaam tijdens de komende vijf jaar met veel van de nummers afzonderlijk geschreven en opgenomen, in tegenstelling tot hun meer samenwerkende album uit 1995. Het trio richtte zich op het voltooien van het nieuwe album in 2001 met bijdragen van voormalig lid Andrew Gold. Bryndle zou twee huisconcerten uitvoeren tijdens deze periode. House of Silence werd eindelijk vrijgegeven begin 2002. Na het uitbrengen van het album werd Bryndle opnieuw inactief als band en zijn leden keerden terug naar andere solo- en groepsprojecten. Helaas stierf Edwards in augustus 2010 op 64-jarige leeftijd, op de voet gevolgd door Gold in juni 2011, slechts 59 jaar oud.

## Discografie
- 1995: Bryndle
- 2002: House of Silence